# Cape bretonne

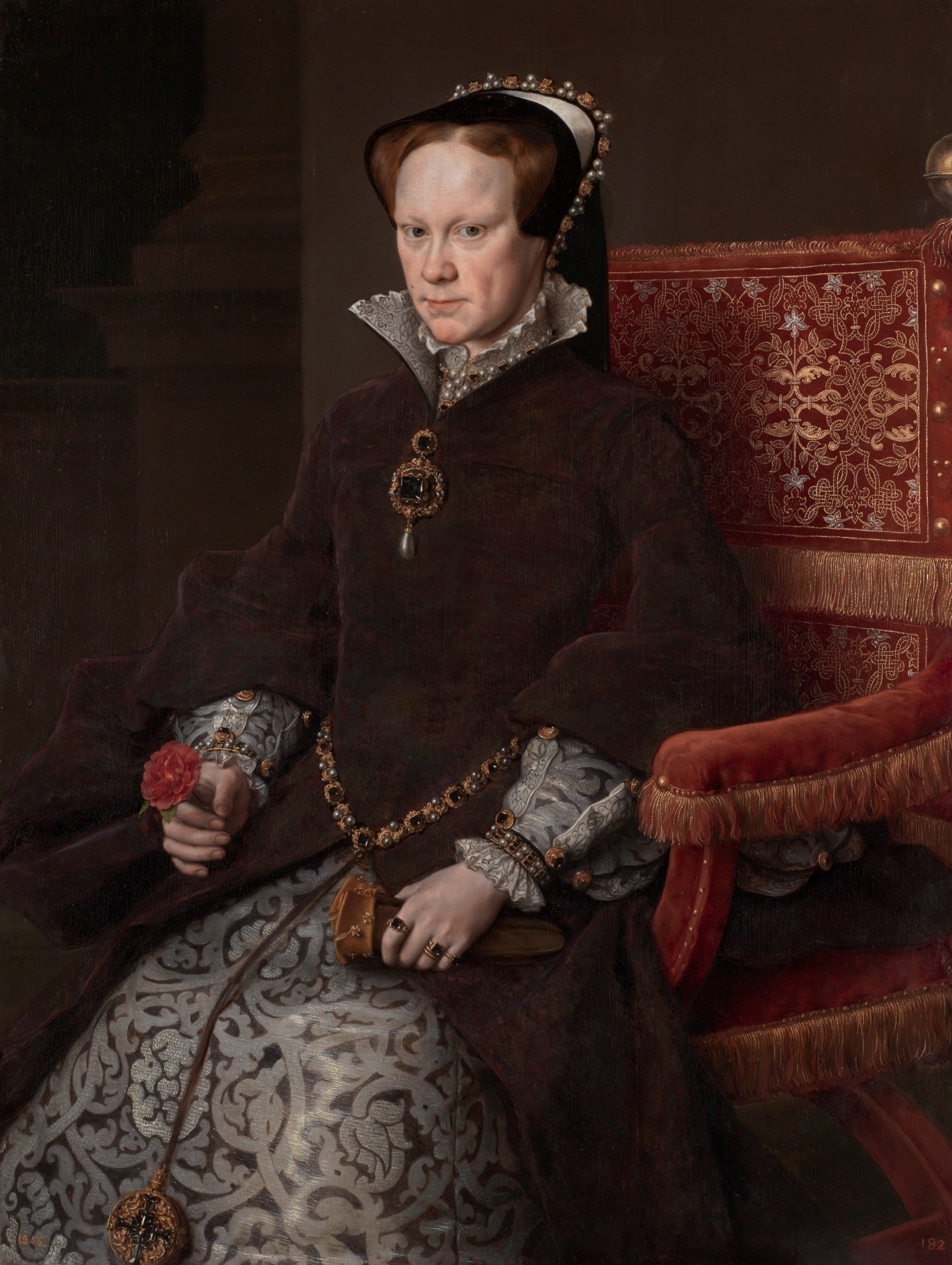
La reine Marie Ire d'Angleterre portant une cape bretonne. Antonio Moro, 1554.

La cape bretonne est un type de couvre-chef féminin autrefois populaire au XVIe siècle en Europe occidentale. La cape bretonne se caractérise par une forme arrondie, contrastant avec la coiffe angulaire « anglaise » ou gâble. Elle se porte sur une coiffe et possède un voile noir attaché au dos, qui recouvre entièrement les cheveux. Contrairement à la coiffe gâble plus conservateur, elle affiche la partie avant des cheveux.

## Histoire
Les origines de la cape bretonne peuvent être vues dans les portraits d'Anne de Bretagne au début des années 1500. Bien que populairement associé à Anne Boleyn, il a probablement été introduit à la cour d'Angleterre par Marie Tudor, reine de France, qui est représentée en portant un dans un portrait de mariage d'environ 1516. Cependant, les femmes anglaises à l'époque portaient principalement la coiffe gâble, et elle n'a donc pas atteint une grande popularité en Angleterre avant les années 1530 et 1540. La plupart des exemples de cette période peuvent être vus dans des représentations de femmes qui étaient au service de l'une des épouses d'Henri VIII, ce qui implique qu'il s'agissait principalement d'une mode de cour.
En septembre 1537, Honneur Grenville, Vicomtesse Lisle (Lady Lisle), une noble Tudor dont la correspondance est largement documentée, demanda au marchand William le Gras : « beaucoup de chapeaux, comme les dames en portent en France, car maintenant les dames ici suivent la mode française. » Malgré sa popularité croissante, la reine de l'époque, Jeanne Seymour a apparemment interdit à ses dames de porter la cape bretonne. John Husee a informé Lady Lisle que sa fille, une assistante de la reine, était tenue de porter à la place un « bonnet et un fronton de velours », déplorant que cela « ne lui soit rien devenu aussi bien que la cape bretonne. »
Au début des années 1540, Henri VIII a adopté une loi somptuaire limitant l'utilisation de « tout coiffe ou bonnet de velours avec tout habillement, pâte ou œuf [bord] d'or, de perle ou de pierre » aux épouses d'hommes avec au moins un cheval. Au fur et à mesure que le siècle avançait, la cape bretonne est devenu plus petite et plus incurvée, et a été porté plus en arrière sur la tête. Les inventaires des bijoux de Marie, reine d'Écosse, comprennent plusieurs paires de « billaments » ornés de bijoux portés à l'avant d'une coiffe. Ils ont été décrits en utilisant un mot français, « bordure ».

## Construction
Les différents éléments de la cape bretonne sont les suivants :
- Coiffe - Faite de lin, nouée sous le menton ou éventuellement fixée aux cheveux avec des épingles, la coiffe était presque toujours blanche à partir du premier quart du XVIe siècle, avec une mode pour les premières cagoules françaises ayant des coiffes rouges existant avant 1520.
- Crêpine - Un couvre-chef plissé ou froncé en lin fin ou en soie, la crêpine était parfois portée sans coiffe, et peut avoir été à l'origine du volant plissé vu au bord de la coiffe. La crêpe pourrait aussi avoir été l'attache en forme de sac vue à l'arrière des premières cagoules françaises, portée sans voile.
- Coller - Porté sur la coiffe/crêpine. Plus d'un dans une couleur contrastante pourrait être porté à la fois, tire peut-être son nom de la pâte utilisée pour le raidir, ou du terme « passé » signifiant « bordure », dérivé de l'effet d'une bordure de couleur contrastante sur la cape bretonne.
- Voile - La partie « coiffe », presque toujours noire. Peut être fait de laine, de velours de soie ou de satin. Il pendait en « chute droite » et couvrait complètement les cheveux du dos.
- Billaments - Parfois appelés billaments « supérieurs » et « inférieurs », ceux-ci formaient la bordure décorative le long du bord supérieur du capot et du bord avant de la coiffe ou de la pâte. Les récits de garde-robe de velours et de satin pour la fabrication de billaments peuvent faire référence à la base sur laquelle l'orfèvrerie, les bijoux et les perles étaient attachés.
- Cornet / Bongrace / Shadow - Un accessoire semblable à une visière qui ombrageait les yeux du porteur. Plus tard dans le siècle, lorsque le voile de la coiffe était relevé sur le dessus de la tête du porteur et épinglé en place pour ombrager les yeux, cela était aussi apparemment appelé un « bongrace » ou « ombre », car il protégeait le visage de la Soleil.

Comme il n'existe pas de coiffes françaises connues, les détails précis de sa construction restent un mystère. Elle est souvent interprétée comme comportant un croissant raide et saillant, mais les statues de l'époque indiquent qu'il est posé à plat sur la tête du porteur.

## Galerie

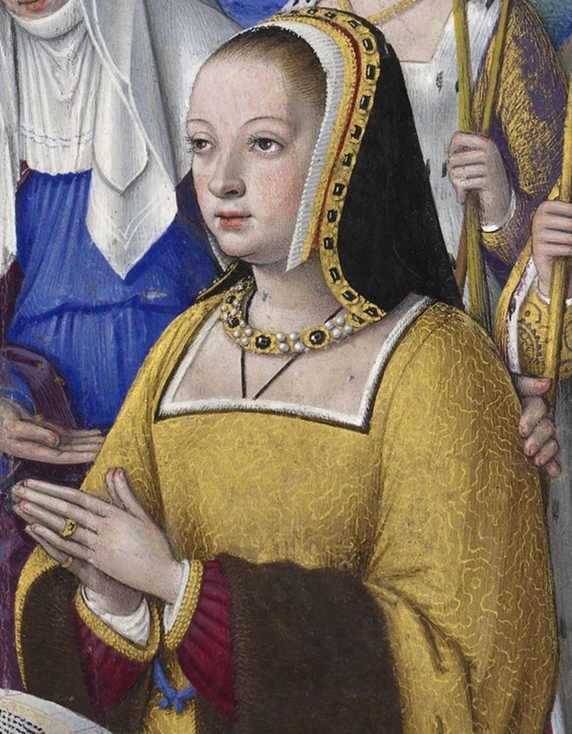
L'origine de la cape bretonne : Anne de Bretagne, 1500-1510.
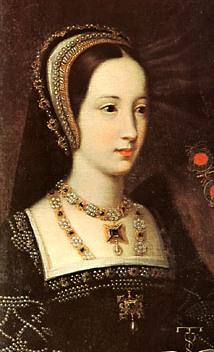
Marie Tudor, reine de France v.  1516.
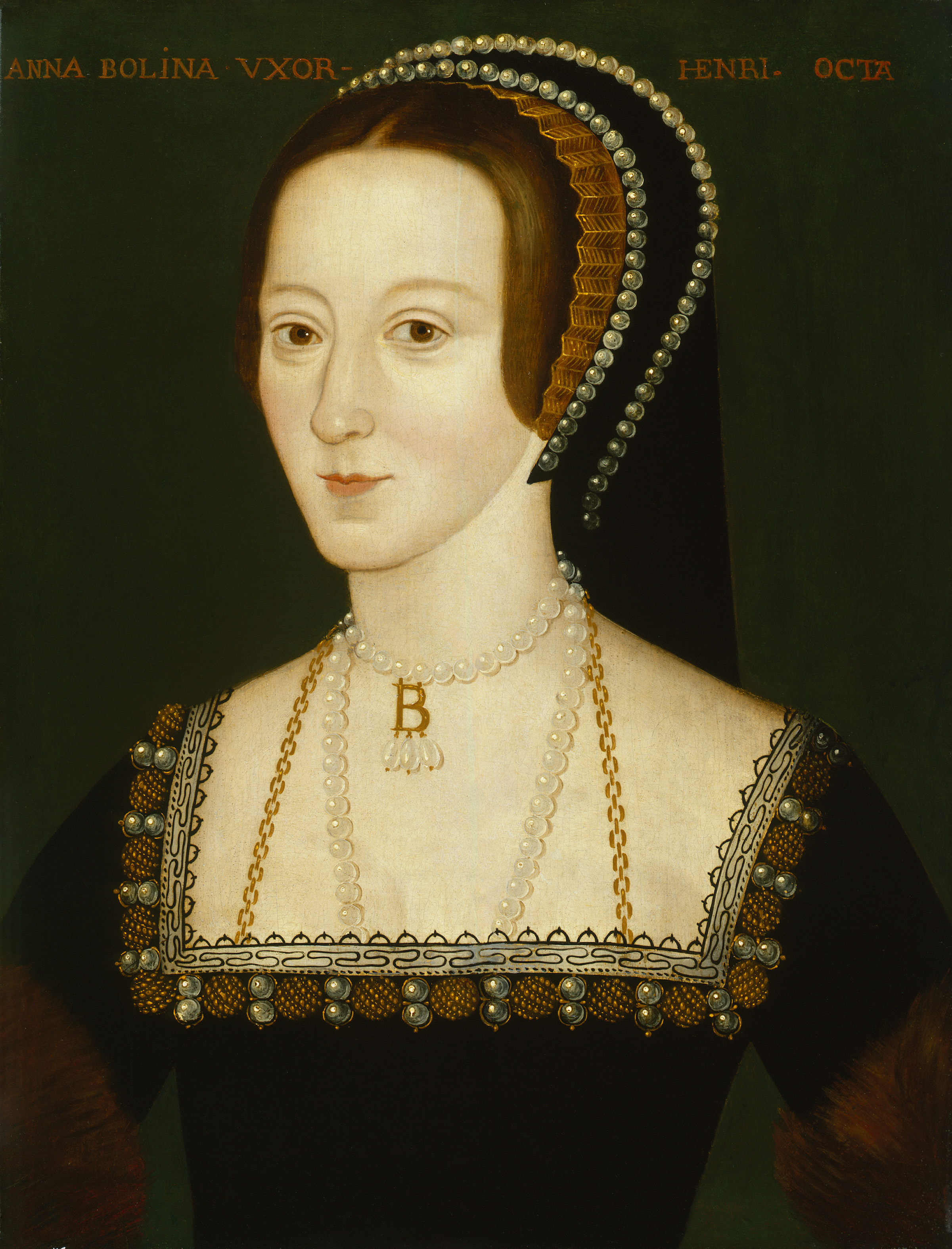
Anne Boleyn, copie de la fin du XVIe siècle d'un original perdu.
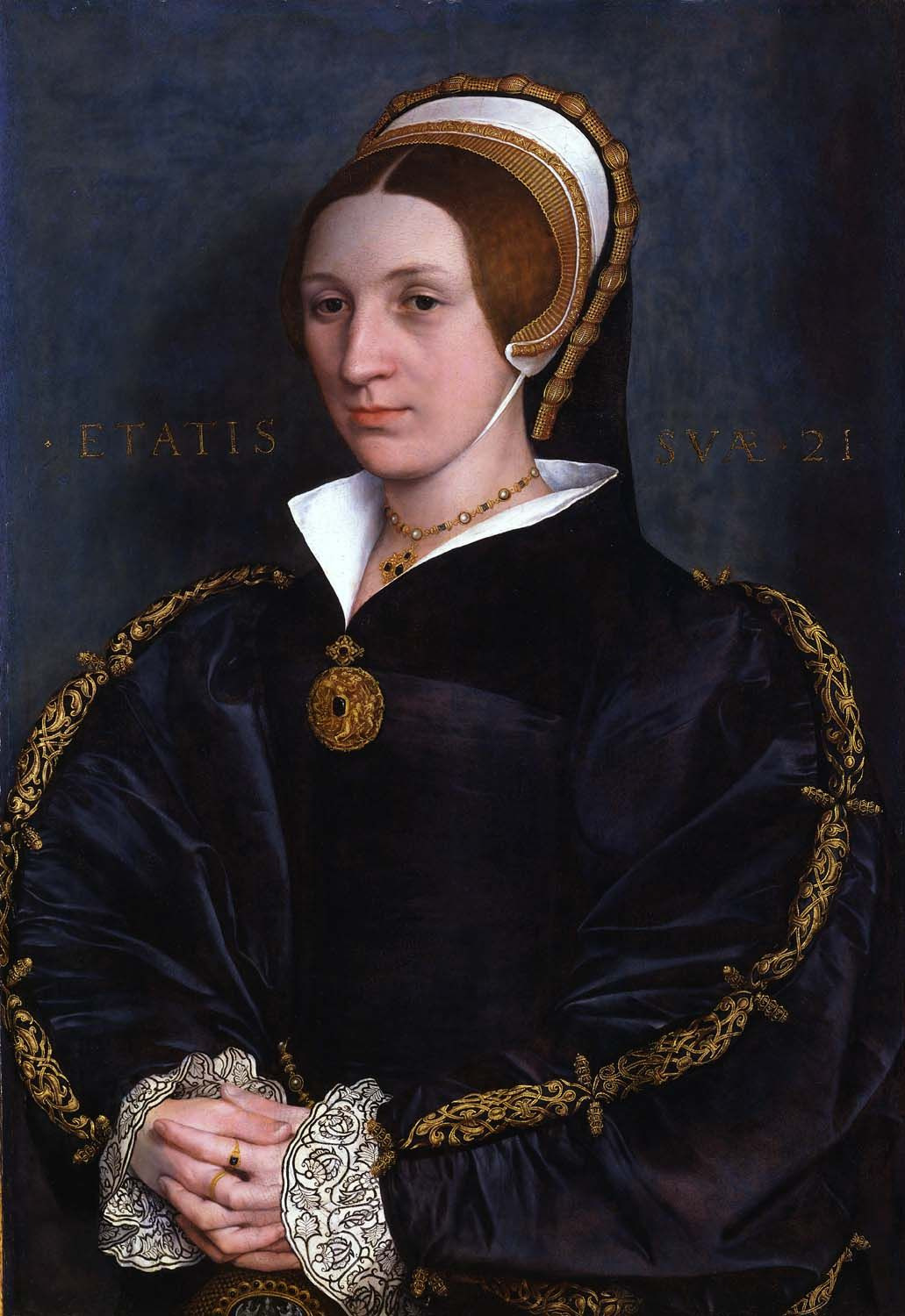
Une femme portant une cape bretonne. Hans Holbein le Jeune, v.  1540.
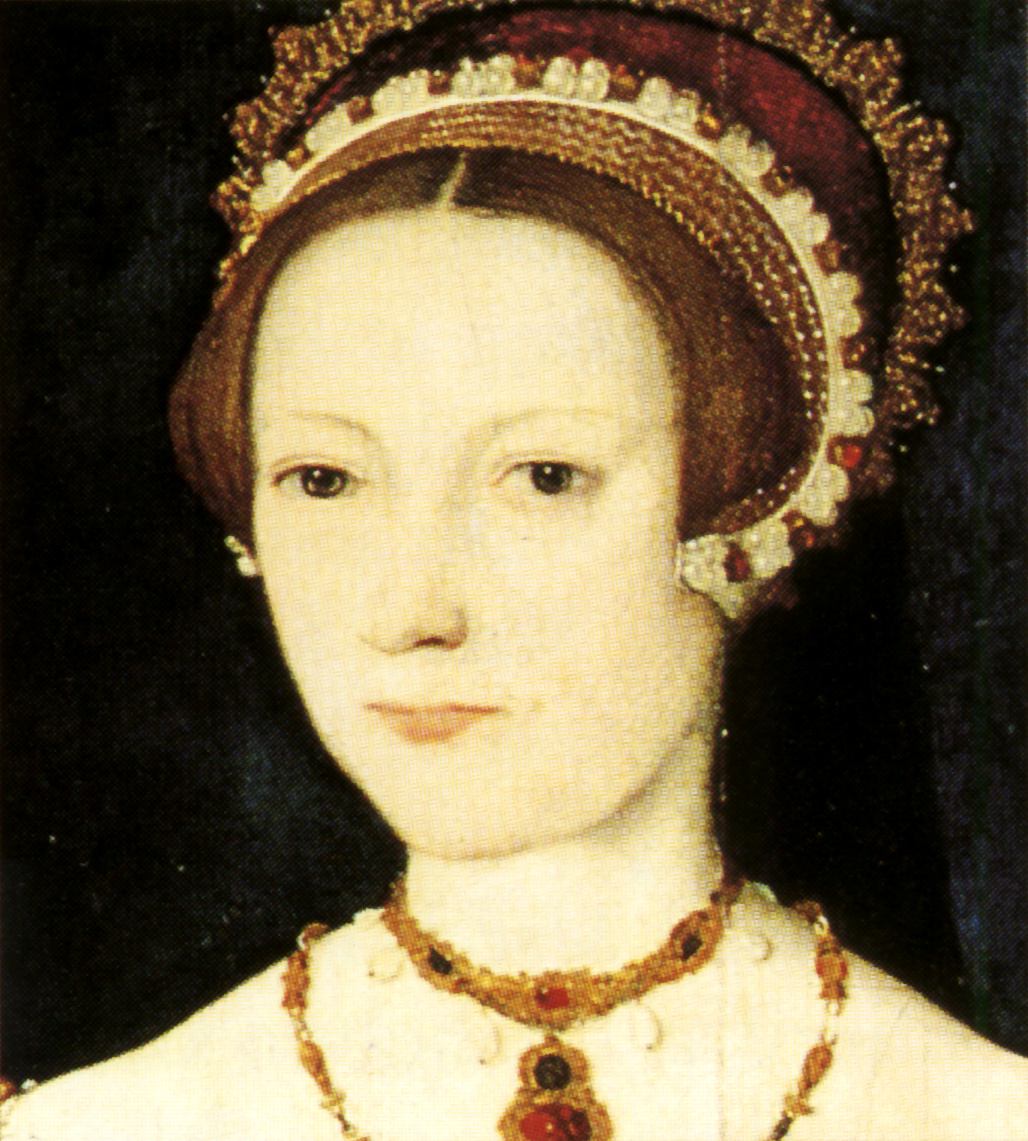
Catherine Parr porte une cape bretonne plus incurvée caractéristique des années 1540, c. 1545.
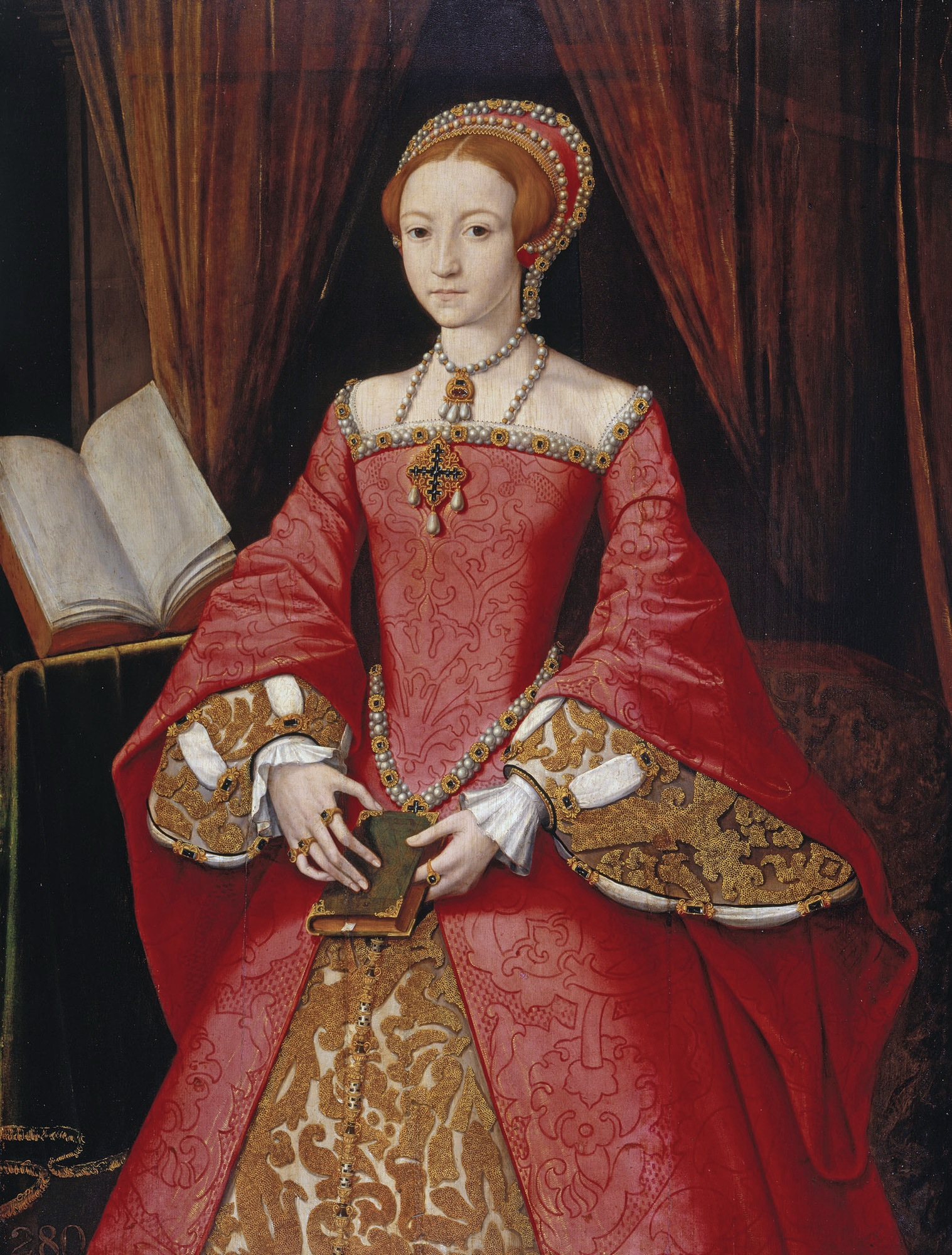
Lady Elizabeth Tudor, v.  1546.
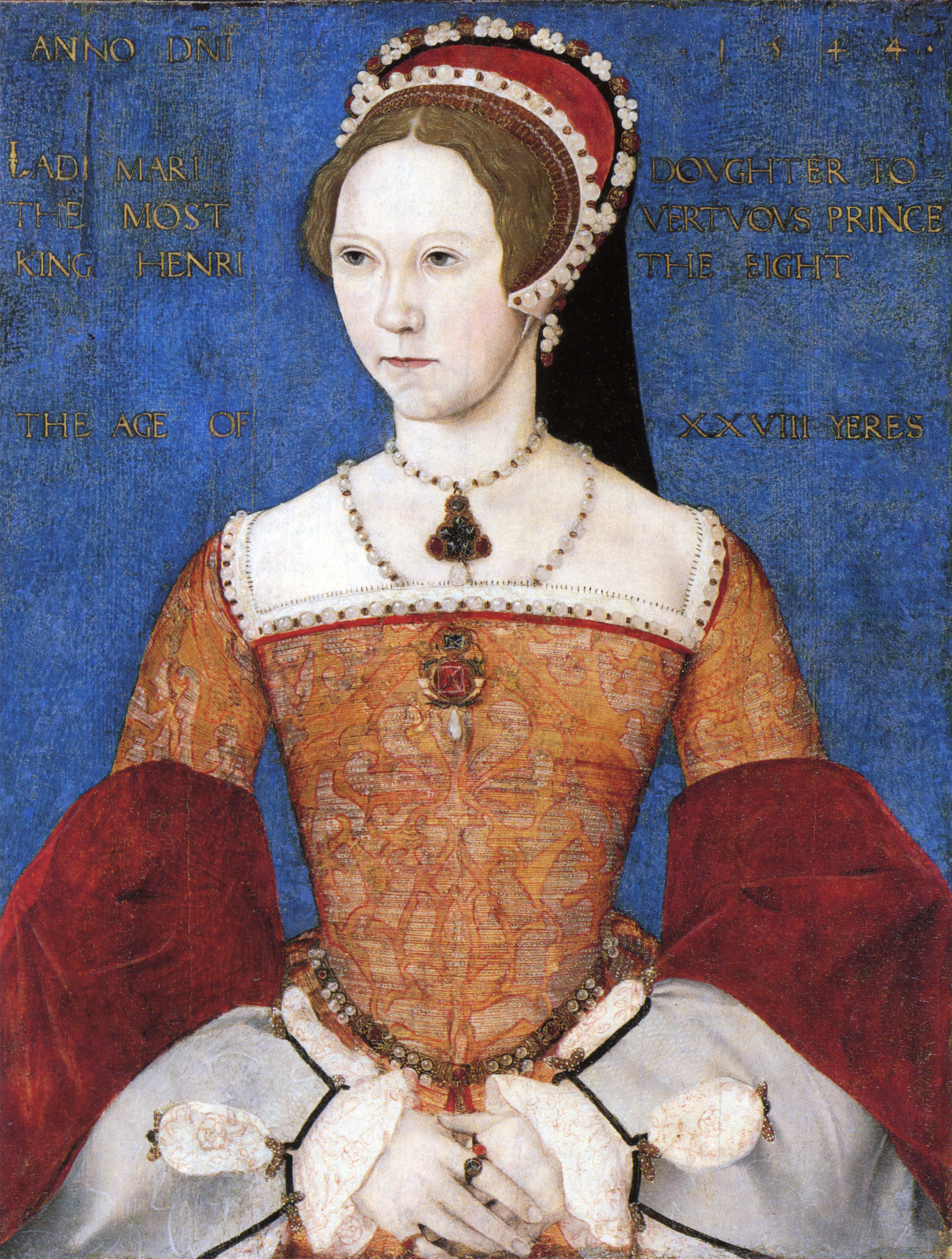
Marie Ire en 1544.